# Арјеж (река)
Арјеж (фр. Ariège) је река у Француској. Дуга је 163 km. Улива се у Гарону. 